# Пограничный конфликт у посёлка Дулаты
43°32′ с. ш. 80°43′ в. д.
Пограничный конфликт у посёлка Дулаты — конфликт, произошедший в мае 1969 года между советскими пограничниками и китайскими военнослужащими в районе посёлка Дулаты. В результате китайские военнослужащие отступили с советской территории без боя.

## Предыстория
После пограничного конфликта на острове Даманский Китай не оставлял попыток пересмотреть советско-китайскую границу. Такая попытка была совершена и в районе посёлка Дулаты. Здесь охранял границу Маканчинский погранотряд. В марте — апреле 1969 года китайцы часто нарушали границу под видом перегона скота. Больше всего нарушений было на дулатинском направлении Маканчинского погранотряда. В мае того же года отряд в связи с напряжённой обстановкой на границе усилился. Сам отряд включал в себя 700 человек, кроме того, в качестве резерва была включена манёвренная группа, которая была на БТРах. Также в некоторых населённых пунктах были сосредоточены дополнительные части, включавшие в себя танки, мотострелков, миномёты. Охрана границы велась наблюдением с вышек, дозорами на автомобилях, а также проверкой контрольно-следовой полосы. В этом заслуга принадлежала Матвею Кузьмичу Меркулову.

## Хронология событий
Утром 2 мая пограничники заметили стадо овец, которое сопровождали чабаны; при этом граница была нарушена. Был отправлен для усиления охраны границы отряд, а резервная группа прибыла на место нарушения. Отряд занял позиции на рубеже прикрытия, а резервная группа вынудила чабанов остановиться. Через некоторое время на место нарушения прибыли отряды с близлежащих застав. Прибыв на место происшествия, советские пограничники обнаружили китайских военнослужащих численностью около 60 человек. Два кинооператора вели съёмку позиций пограничников, в то время как один из китайцев возвестил на русском языке, что они находятся на своей территории: «Это вам не остров Даманский!». В это время китайские военнослужащие численностью в несколько десятков человек углубились на советскую территорию. Вскоре они стали окапываться.
К вечеру этого же дня в район посёлка Дулаты прибыли дополнительные отряды советских военнослужащих. Китайцы начали в спешном порядке укреплять оборонительные позиции. Советское командование сосредоточило в ближайших районах для отпора китайским военнослужащим части 18-й армии. В Учарале пограничников готовы были поддержать истребители-бомбардировщики авиаполка.
На погранзаставе для координации действий была создана оперативная группа округа, которую возглавил начальник штаба генерал-майор Колодяжный. Здесь же расположился и передовой командный пункт 18-й армии.
В течение ночи китайские войска на высотах оспариваемого участка воздвигали оборонительные позиции. К утру 3 мая на участке было сосредоточено большое количество войск.
Утром 5 мая в районе оспариваемой территории был сосредоточен пехотный полк китайских военнослужащих. Два батальона полка заняли высоты, а остальные подразделения расположились недалеко от советской территории. Китайцы также развернули артиллерию. Советской стороной в районе конфликта были сконцентрированы РСЗО и артиллерия. Маканчинский погранотряд пополнился большим количеством военнослужащих из других подразделений.
С 6 по 18 мая китайская и советская стороны старались усовершенствовать свои позиции. Активно велось психологическое противоборство.

### Итог
В результате переговоров стороны подписали соглашение о выводе китайских войск с советской территории. 18 мая 1969 года с оспариваемой территории ушли китайские военнослужащие. 23 мая вернулись на участок части 18-й армии. На заставе осталось большое количество военнослужащих, а именно: 706 человек, 38 БТРов, 3 танка, 6 миномётов.